# قلعة محمد ضيا (درة صيدي)
قلعة محمد ضیا (بالفارسية: قلعه محمدضیا) هي مستوطنة تقع في إيران في قسم درة صیدي الريفي. يقدر عدد سكانها بـ 157 نسمة .